# 존 파슨스
존 파슨스(John Parsons, 1971년 2월 11일 ~ )는 미국 오하이오주 칠러코시 출신의 범죄인이다. 그는 탈옥한 후 2006년 10월 19일 붙잡혔다. 기소, 도피, 가중 처벌이 가능한 살해, 가중 처벌이 가능한 강도, 무기 소지, 증거 및 절도 매수를 회피하기 위해 불법 비행을 한 이유로 지명 수배를 받았다.